# 弘法の井戸
弘法の井戸（こうぼうのいど）あるいは弘法井戸（こうぼういど）とは、日本各地にある井戸・湧水で、弘法大師伝説に因む。以下に挙げるもの以外にも存在する。
- 三重県鳥羽市鳥羽4丁目ある井戸[1]。
- 京都府綴喜郡宇治田原町大字高尾にある井戸[2]。
- 大阪府寝屋川市国松町にある井戸[3]
- 兵庫県神戸市須磨区に存在する史跡、湧水。本項にて解説。

## 神戸市須磨区の弘法の井戸
名称の由来は弘法大師（空海）から。夏の暑い日の妙法寺村に弘法大師が立ち寄られた時、弘法大師が住民に水を要求したものの当時の妙法寺村には湧水の出る所は無く、住民は飲み水に困っているという状態であった。この話を聞いた弘法大師は心を痛めて、手にした杖で大地をついたところ綺麗な水が出てきた場所であると言い伝えられている井戸である。
環境省の定める兵庫県の代表的な湧水の一つとなっている。
阪神・淡路大震災でこの地域が被災した時には、地域住民はこの井戸の水を利用した。